# Isanthrene aterrima
Isanthrene aterrima är en fjärilsart som beskrevs av Walker 1864. Isanthrene aterrima ingår i släktet Isanthrene och familjen björnspinnare. Inga underarter finns listade i Catalogue of Life.